# Meridiano 58 E
Meridiano 58 E é um meridiano que, partindo do Polo Norte, atravessa o Oceano Ártico, Europa, Ásia, Oceano Índico, Oceano Antártico, Antártida e chega ao Polo Sul. Forma um círculo máximo com o Meridiano 122 W.
Começando no Polo Norte, o meridiano 58º Este tem os seguintes cruzamentos:
| País, território ou mar | Notas |
| ----------------------- | --- |
| Oceano Ártico           | |
| Rússia                  | Ilha Rudolfo, Ilha Carlos-Alexandre, Ilha Payer, Ilha Greely, Ilha Ziegler, Ilha Wiener Neustadt, Ilha Heiss e Ilha Gallya, Terra de Francisco José |
| Mar de Barents          | |
| Rússia                  | Ilha Severny, Nova Zembla |
| Mar de Kara             | |
| Mar de Pechora          | |
| Rússia                  | |
| Cazaquistão             | |
| Uzbequistão             | |
| Turquemenistão          | |
| Irão                    | |
| Golfo Pérsico           | Golfo de Omã |
| Omã                     | |
| Oceano Índico           | Passa a leste da ilha Ilhas Maurícias |
| Oceano Antártico        | |
| Antártida               | Território Antártico Australiano, reclamado pela Austrália                                                                                          |